# Kaguya-sama: Love is War
Kaguya-sama: Love is War (かぐや様は告らせたい～天才たちの恋愛頭脳戦～?, Kaguya-sama wa kokurasetai: tensai-tachi no ren'ai zunōsen, lett. "Kaguya vuole ricevere una dichiarazione: la guerra d'amore e intelligenza fra i geni") è un manga scritto e disegnato da Aka Akasaka, e pubblicato inizialmente sulla rivista Miracle Jump della Shūeisha dal 19 maggio 2015 al 2016 ed in seguito su Weekly Young Jump dallo stesso anno fino alla sua conclusione il 2 novembre 2022. In Italia la serie è stata pubblicata da Star Comics dal 9 settembre 2020 al 3 dicembre 2024.
Un adattamento anime, prodotto da A-1 Pictures, è stato trasmesso dal 13 gennaio al 30 marzo 2019. Seguono una seconda stagione trasmessa dall'11 aprile al 27 giugno 2020, un episodio OAV pubblicato il 19 maggio 2021 e una terza stagione trasmessa dall'8 aprile al 24 giugno 2022. Un film anime, intitolato Kaguya-sama: Love is War: The First Kiss Never Ends, è stato proiettato nelle sale cinematografiche il 17 dicembre 2022. Uno speciale televisivo è stato annunciato nel giugno 2025. un adattamento cinematografico live-action, diretto da Hayato Kawai, è uscito il 6 settembre 2019.

## Trama
Miyuki Shirogane e Kaguya Shinomiya sono due brillanti studenti della prestigiosa accademia Shūchi'in e ricoprono rispettivamente il ruolo di presidente e vice presidente del consiglio studentesco. Nell'istituto circolano molte voci, regolarmente smentite da entrambi, riguardo ad una loro relazione amorosa. La verità però è che, dopo aver passato molto tempo insieme, il reciproco astio iniziale si è trasformato in un sentimento d'amore;  tuttavia, la convinzione che in ogni relazione di coppia vi sia una parte più forte e una più debole e incline a subire il potere dell'altra li scoraggia dal dichiararsi per primi, per paura di apparire come il soggetto più debole. Ha inizio così una guerra d'amore in cui sia Kaguya che Shirogane, tramite articolati piani e sotterfugi, cerca di far confessare all'altro/a i propri sentimenti.
Accanto alla vicenda principale, altre trame secondarie abbracciano le vicende personali e sentimentali degli altri membri del consiglio studentesco.

## Personaggi

### Principali
Kaguya Shinomiya (四宮 かぐや?, Shinomiya Kaguya)
Doppiata da: Aoi Koga

I protagonisti della serie nell'anime; a sinistra Miyuki, a destra Kaguya

Protagonista dell'opera, è una studentessa del secondo anno del liceo Shuchi'in nonché la figlia minore della facoltosa famiglia Shinomiya, proprietaria di una delle più grandi multinazionali giapponesi. In famiglia ha sempre ricevuto un'educazione rigida, che l'ha resa una studentessa modello e una ragazza brava in tutto; ciononostante è molto ignorante in materie di conoscenza comune (ad esempio l'educazione sessuale, le relazioni o la tecnologia), il che dà luogo a numerosi equivoci e gag. È stata abituata a trattare gli altri con freddezza e disprezzo perché convinta che questi le si avvicinino solo per interesse in ragione della sua posizione sociale, motivo per cui è una persona molto sola e desiderosa d'affetto. Nonostante appaia come una ragazza arrogante, orgogliosa, e calcolatrice, è in realtà gentile e disposta ad aiutare gli altri, e cerca sempre di essere una persona migliore, contrastando il modo amorale in cui è stata educata. Grazie al suo coinvolgimento nelle attività del consiglio studentesco, in cui Kaguya trova il ragazzo che le piace, la sua migliore amica e un kohai da aiutare, sviluppa una personalità più amichevole e disposta alle relazioni umane. Ha grandi capacità nell'ideare e mettere in pratica piani articolati che costringano Shirogane a dichiararsi a lei, anche se spesso fallisce a causa di interventi esterni. Oltre alle attività del consiglio studentesco, pratica il tiro con l'arco. Il suo compleanno è il primo gennaio.
Miyuki Shirogane (白銀 御行?, Shirogane Miyuki)
Doppiato da: Makoto Furukawa
Protagonista maschile dell'opera, è uno studente del secondo anno che ricopre il ruolo di presidente del consiglio studentesco, ed è quindi molto attento ai suoi doveri. Ha i capelli sempre scompigliati, uno sguardo tagliente e due profonde occhiaie, a causa della mancanza di sonno e delle tantissime ore che dedica allo studio per mantenere alto il suo rendimento scolastico; ciononostante Kaguya lo trova immensamente attraente. Soffre di una costante carenza di sonno, motivo per cui assume regolarmente enormi quantità di caffeina. Ha straordinarie capacità di ragionamento grazie a cui riesce sempre ad uscire indenne da situazioni in cui è stato messo in difficoltà. É impegnato in una costante "guerra d'amore" con Kaguya, che cerca di spingere a dichiararglisi con strategie più aperte e dirette rispetto ai piani contorti di lei. Nonostante sia un ragazzo popolare, non ha alcuna esperienza in fatto di relazioni romantiche, cosa di cui si vergogna molto. Si è trasferito all'istituto Shuichi'in solo negli anni del liceo, e a differenza di tutti gli studenti non è di famiglia benestante: suo padre ha perso il lavoro e sua madre ha lasciato la famiglia quando Miyuki era piccolo, motivo per cui è spesso impegnato in vari lavori part-time. Si considera un giovane senza particolari talenti; innamoratosi di Kaguya, si è reso conto del divario esistente tra di loro, e desiderando di diventare una persona di successo e degna di rispetto, si è impegnato duramente per diventare lo studente più bravo dell'Accademia. Inizialmente ambisce alla presidenza del consiglio studentesco per ricevere una lettera di raccomandazione che gli permetterà di frequentare la prestigiosa università di Stanford e poi trovarsi un lavoro che gli consenta di vivere senza ristrettezze economiche; in seguito però si ricandida per la stessa carica perché ha piacere di frequentare Kaguya e gli altri membri del consiglio, che considera tutti suoi amici. Indossa sempre con orgoglio l'uniforme scolastica con la decorazione d'oro che indica il suo status di presidente del consiglio, anche perché non ha alcun senso della moda. Malgrado sia molto orgoglioso, ambizioso e sicuro di sé, è anche un ragazzo estremamente gentile, altruista e nobile d'animo, caratteristiche che spingono Kaguya a voler a tutti i costi ad essere una persona migliore, al contrario di com'è stata educata. É comicamente incapace negli sport e nella musica, motivo per cui spesso Fujiwara gli dà lezioni per portarlo ad un livello accettabile. É terrorizzato dagli insetti. Compie gli anni il 9 settembre. Una gag ricorrente nella serie vede Shirogane immaginarsi Kaguya che deride la sua dichiarazione d'amore esclamando "Che carino" (お可愛いこと?, Okawaii koto).
Chika Fujiwara (藤原 千花?, Fujiwara Chika)
Doppiata da: Konomi Kohara
Chika è la segretaria del corpo studentesco, nonché migliore amica di Kaguya sin dalle elementari. Ha un seno prosperoso, cosa che suscita l'invidia di Kaguya, e indossa sempre un fiocco nero sulla testa. Ha un carattere allegro e giocoso, ma tendente all'infantile. Nonostante si sia autoproclamata 'detective dell'amore', è ignara degli elaborati piani di Kaguya e Shirogane e spesso li manda in fumo con i suoi comportamenti imprevedibili. Provenendo da una famiglia di politici conservatori, Chika è cresciuta senza accesso a varie forme di intrattenimento moderno, come i videogiochi, il che le ha fatto sviluppare hobby insoliti. Fa infatti parte del club scolastico dei giochi da tavolo, e spesso propone nuovi giochi anche ai membri del consiglio studentesco, e puntualmente bara al gioco. È una ragazza golosa e nel corso della storia viene vista consumare con disinvoltura i cibi più strani e improbabili. Ama molto Kaguya e ha rapporti di amicizia con Shirogane, di cui spesso scopre qualche mancanza e lo aiuta a migliorarsi, e puntualmente se ne pente in quanto lo considera un caso disperato. Bisticcia spesso con Ishigami, che ne puntualizza i comportamenti spesso al limite dell'assurdo, ma in realtà i due si stimano vicendevolmente. Ha una sorella maggiore e una minore, e un cane di nome Pes. Il suo compleanno cade il 3 marzo, insieme a quello di Ishigami, cosa che le provoca grande irritazione.
Yū Ishigami (石上 優?, Ishigami Yū)
Doppiato da: Ryōta Suzuki
Studente del primo anno figlio di un importante produttore di giocattoli, Ishigami non ha una vita sociale molto attiva e viveva come un recluso finché Shirogane non lo ha coinvolto nelle attività del consiglio studentesco, di cui è tesoriere grazie alle sue abilità con la contabilità. Ha l'aspetto di un emo ed è un nerd appassionato di videogiochi; è piuttosto perspicace e fa costantemente schiette osservazioni sui dettagli che le persone cercano di nascondere, abitudine che spesso lo rende antipatico alla gente. È il migliore amico di Shirogane ed è terrorizzato da Kaguya, che ha l'abitudine di rivolgergli occhiate raggelanti quando Ishigami si intromette nei suoi piani romantici, ma presto i rapporti fra i due migliorano, al punto che Kaguya lo aiuta e lo consiglia. Ishigami è tenuto a distanza dai compagni perché considerato un tipo inquietante, e a lui sta bene così, per via di un episodio del suo passato: quando era alle medie, per difendere una compagna dai maltrattamenti subiti dal fidanzato, lo picchiò, guadagnandoci una sospensione da scuola, ma poi questi sparse la voce che Ishigami lo aveva aggredito solo perché invidioso del suo successo, e da allora tutti lo tennero a distanza. Alle scuole superiori è stato avvicinato da Shirogane, che non credeva alla sua cattiva fama e l'ha coinvolto nel consiglio studentesco, il che gli consente di arrivare a intrattenere rapporti civili con i compagni. Infatti, malgrado la sua cattiva reputazione e lo status da solitario, è in realtà un ragazzo gentile e disponibile, molto fedele ai suoi amici. Nel corso della storia si innamora della senpai Tsubame, e poi di Iino. Ishigami è nato il 3 marzo, lo stesso giorno di Fujiwara, con cui peraltro bisticcia frequentemente. Una gag ricorrente di cui si rende protagonista lo vede rendersi conto di aver contrariato i membri femminili del consiglio studentesco e e congedarsi annunciando che andrà a casa a suicidarsi.
Miko Iino (伊井野 ミコ?, Iino Miko)
Doppiata da: Miyu Tomita
Compagna di classe di Ishigami sin dalle medie, si candida a nuovo presidente del consiglio studentesco per riportare la moralità a scuola, nonostante le sue idee decisamente antiquate e la sua incapacità di parlare in pubblico. Viene infatti battuta da Shirogane, che comunque la invita a unirsi al consiglio studentesco col ruolo di responsabile del controllo. Proviene da una famiglia di magistrati, è molto ingenua e molto diffidente del genere maschile; ha grande stima di Chika e un rapporto di amore-odio con Ishigami. Ha una visione piuttosto distorta delle cose, e spesso assiste suo malgrado ai comportamenti stravaganti degli altri membri del consiglio studentesco e li equivoca credendoli coinvolti in situazioni oscene o perverse; per esempio, arriva a considerare alternativamente Shirogane come un donnaiolo che sfrutta la sua autorità per molestare le ragazze e Shinomiya come una donna sadica che gode nel maltrattare i suoi schiavetti. La sua migliore amica é Osaragi. Compie gli anni il 5 maggio.

### Secondari
Nagisa Kashiwagi (柏木 渚?, Kashiwagi Nagisa)
Doppiata da: Momo Asakura
Compagna di classe di Kaguya. Le due si confrontano spesso sulle faccende di cuore in quanto Kashiwagi è coinvolta in una relazione sentimentale normale. Sospetta che Kaguya e Shirogane si piacciano. É la migliore amica di Maki.
Fidanzato di Kashiwagi (男子生徒?, Danshi seito, lett. "lo studente maschio")
Doppiato da: Taku Yashiro
È innamorato di Kashiwagi, e si rivolge regolarmente a Shirogane, che crede un esperto di faccende romantiche, per ricevere consigli su questioni di cuore. Proprio grazie agli improbabili consigli di Shirogane lui e Kashiwagi si mettono insieme. Ha una tendenza a vantarsi dell'andamento della sua relazione che indispettisce molto Shirogane e Ishigami. É il figlio di un illustre cardiologo che si è sposato da giovanissimo, e si teme che anche lui sposerà Kashiwagi entro la fine della scuola. Fino al capitolo 108 non si conosce il suo nome (Tsubasa Tanuma), ed è noto solo come 'il fidanzato di Kashiwagi'.
Maki Shijo (四条 眞妃?, Shijō Maki)
Doppiata da: Kana Ichinose
Compagna di classe e migliore amica di Kashiwagi, è invidiosa della sua relazione perché anche a lei piace il fidanzato di Kashiwagi, ma non ha mai trovato il coraggio di dichiararsi. È un membro di un ramo cadetto della famiglia Shinomiya e dunque una lontana parente di Kaguya, che conosce dall'infanzia e chiama sarcasticamente 'zietta'; il loro rapporto riflette l'astio tra le rispettive famiglie. Considera suoi amici Shirogane e Ishigami, cui si rivolge regolarmente per chiedere aiuto sulla situazione con Kashiwagi e il suo ragazzo; essi osservano che si comporta da "tsundere" e che ha degli atteggiamenti simili a Kaguya, con cui tra l'altro condivide anche la data di nascita. Nonostante i suoi comportamenti un po' altezzosi, in realtà, proprio come Kaguya, è fondamentalmente una ragazza gentile. Ha un fratello gemello di nome Mikado.
Ai Hayasaka (早坂 愛?, Hayasaka Ai)
Doppiata da: Yumiri Hanamori
È l'assistente personale di Kaguya e una sua amica d'infanzia, in quanto la serve dall'età di sette anni. Indossa sempre un elastico azzurro che è il primo dono ricevuto da Kaguya. Vive in casa di Kaguya, sebbene la loro associazione sia tenuta segreta agli altri personaggi: per questo a scuola si comporta come una ragazza svagata e alla moda, e quando Kaguya riceve dei compagni a casa Hayasaka si traveste da maggiordomo o da maid. Considera Kaguya la sua sorellina, e ne asseconda sempre i piani più strampalati, pur avendo un atteggiamento più realista, e spesso la stuzzica. Nel corso della storia stringe amicizia con Shirogane. Rispetta e teme Chika, in quanto i suoi comportamenti stravaganti spesso costituiscono degli impedimenti ai piani di Kaguya.
Kei Shirogane (白銀 圭?, Shirogane Kei)
Doppiata da: Sayumi Suzushiro
È la sorella minore di Shirogane e la tesoriera del consiglio studentesco delle scuole medie. Kaguya l'ammira perché somiglia molto al fratello e vorrebbe diventarne amica; anche Kei ha stima di Kaguya e la considera la ragazza giusta per suo fratello. Ha un atteggiamento serio e molto accorto al denaro; gestisce le finanze di famiglia e spesso lavora part-time. Col fratello ha un rapporto di amore-odio, in quanto ne denigra gli atteggiamenti fuori moda, ma al tempo stesso si preoccupa del suo benessere. Inoltre, come lui è piuttosto testarda e orgogliosa, ma allo stesso tempo gentile e generosa. La sua migliore amica é Moeha Fujiwara, sorella minore di Chika.
Moeha Fujiwara (藤原 萌葉?, Fujiwara Moeha)
Doppiata da: Ari Ozawa
Amica e compagna di classe di Kei, è la sorella minore di Chika e la vicepresidente del consiglio studentesco delle medie. Ha una cotta per Shirogane e spera di dichiararglisi; spesso dà voce ad idee perverse, il che infastidisce non poco Kaguya.
Tsubame Koyasu (子安 つばめ?, Koyasu Tsubame)
Doppiate da: Haruka Fukuhara
Studentessa del terzo anno, coinvolge Ishigami nelle attività scolastiche e dei club studenteschi. È sempre allegra e disponibile con tutti, motivo per cui è molto apprezzata e corteggiata dagli studenti. È l'interesse amoroso di Ishigami, che le si dichiara inavvertitamente.
Karen Kino (紀 かれん?, Kino Karen) e Erika Kose (巨瀬 エリカ?, Kose Erika)
Doppiate da: Madoka Asahina e Ayaka Asai
Membri del club di giornalismo, venerano il consiglio studentesco e Kaguya in particolare, immaginandosela protagonista di irrealistici scenari romantici insieme a Shirogane. Le loro inchieste e curiosità sono oggetto del manga spin-off Kaguya-sama o kataritai.

## Media

### Manga
Il manga è stato scritto da Aka Akasaka e serializzato dal 19 maggio 2015 al 2016 sulla rivista Miracle Jump per poi proseguire dal 24 marzo 2016 su Weekly Young Jump. Il 28 agosto 2020, Aka Akasaka ha annunciato tramite il proprio profilo Twitter che il manga è entrato nella fase finale. La serie è entrata nell'arco finale ad ottobre 2021 e doveva originariamente concludersi nell'ottobre 2022. La serie si è infine conclusa il 2 novembre 2022. I capitoli sono stati pubblicati in formato tankōbon dal 18 marzo 2016 al 19 dicembre 2022 per un totale di 28 volumi.
Nel manga compaiono numerosi riferimenti e citazioni alla fiaba popolare giapponese Taketori monogatari. In particolare vi è una corrispondenza di nomi e caratteri tra i personaggi principali del manga e quelli della fiaba.
In Italia la serie è stata annunciata al Lucca Comics & Games 2019 ed è stata pubblicata da Star Comics nella collana Fan dal 9 settembre 2020 al 3 dicembre 2024.

### Anime

Logo della serie

Un adattamento anime è stato annunciato da Shūeisha il 1º giugno 2018. La serie è diretta da Mamoru Hatakeyama, scritta da Yasuhiro Nakamishi e animata da A-1 Pictures. Il character design è di Yuuko Yahiro, le musiche di Kei Haneoka mentre il direttore del suono è Jin Aketagawa. La serie è andata in onda dal 12 gennaio al 30 marzo 2019 su MBS, Tokyo MX, BS 11, Gunma Tv, Tokigi Tv, Chukyo Tv e Tv Niigata, per un totale di 12 episodi. La sigla d'apertura è Love Dramatic, cantata da Masayuki Suzuki e Rikka Ikara, mentre la sigla di chiusura è Sentimental Crisis cantata da Halca. I diritti della serie sono stati acquistati da Aniplex of America per la trasmissione su Crunchyroll e Funimation.
Una seconda stagione è stata annunciata il 19 ottobre 2019. Quest'ultima ha debuttato l'11 aprile 2020 e si è conclusa il 27 giugno successivo. La sigla d'apertura è Daddy! Daddy! Do! feat. Airi Suzuki, cantata da Masayuki Suzuki, mentre quella di chiusura è Kaze ni fukarete cantata da Haruka Fukuhara.
Una terza stagione è stata annunciata il 25 ottobre 2020 assieme ad un OAV. L'OAV è stato poi pubblicato in allegato all'edizione limitata del ventiduesimo volume del manga uscito il 19 maggio 2021 in Giappone mentre la terza stagione è stata trasmessa dall'8 aprile al 24 giugno 2022 su Tokyo MX, BS11, Gunma TV, Tochigi TV, MBS, RKB e TeNY. Masayuki Suzuki è tornato a cantare la sigla d'apertura GIRI GIRI assieme a Suu dei Silent Siren mentre Airi Suzuki ha interpretato quella di chiusura intitolata Heart wa oteage. In Italia è stata pubblicata in simulcast su Crunchyroll in versione sottotitolata.
Dopo la conclusione della terza stagione, è stato annunciato che un nuovo progetto anime è entrato in produzione. Successivamente è stato rivelato che il nuovo progetto è un film animato intitolato Kaguya-sama: Love is War: The First Kiss Never Ends (かぐや様は告らせたい -ファーストキッスは終わらない-?, Kaguya-sama wa kokurasetai -Fāsuto Kissu wa owaranai-). Quest'ultimo è stato proiettato nei cinema giapponesi il 17 dicembre 2022 e successivamente sarà riproposto in televisione. I membri del cast rimangono i medesimi della serie televisiva. La sigla d'apertura è Love is Show di Masayuki Suzuki feat. Reni Takagi.
Nel giugno 2025 è stato annunciato uno speciale televisivo.

### Spin-off
Nel giugno 2018 viene annunciata una serie spin-off intitolata Kaguya-sama o kataritai (かぐや様を語りたい?). Scritta da G3 Ida è stata lanciata nel numero 34 di Weekly Young Jump, pubblicato il 26 luglio 2018. L'opera si è conclusa il 2 novembre 2022. La serie narra le vicende delle ragazze del club di giornalismo dell'istituto, che ammirano Kaguya e Shirogane senza sapere cosa succede veramente tra i membri del consiglio studentesco. Shūeisha ha raccolto i capitoli in otto volumi tankōbon pubblicati dal 19 marzo 2019 al 19 dicembre 2022.

#### Volumi
| Nº | Data di prima pubblicazione | Data di prima pubblicazione | Data di prima pubblicazione |
| Nº | Giapponese                  | Giapponese                  |                             |
| -- | --------------------------- | --------------------------- | --------------------------- |
| 1  | 19 marzo 2019               | ISBN 978-4-08-891233-2      |                             |
| 2  | 17 gennaio 2020             | ISBN 978-4-08-891458-9      |                             |
| 3  | 17 giugno 2020              | ISBN 978-4-08-891647-7      |                             |
| 4  | 19 febbraio 2021            | ISBN 978-4-08-891754-2      |                             |
| 5  | 18 agosto 2021              | ISBN 978-4-08-892055-9      |                             |
| 6  | 18 marzo 2022               | ISBN 978-4-08-892248-5      |                             |
| 7  | 19 ottobre 2022             | ISBN 978-4-08-892510-3      |                             |
| 8  | 19 dicembre 2022            | ISBN 978-4-08-892536-3      |                             |

### Live action
Nel febbraio 2019 fu annunciata la produzione di un film live-action, uscito successivamente il 6 settembre dello stesso anno. La regia è di Hayato Kawai mentre la sceneggiatura di Yuichi Tokunaga.

## Accoglienza

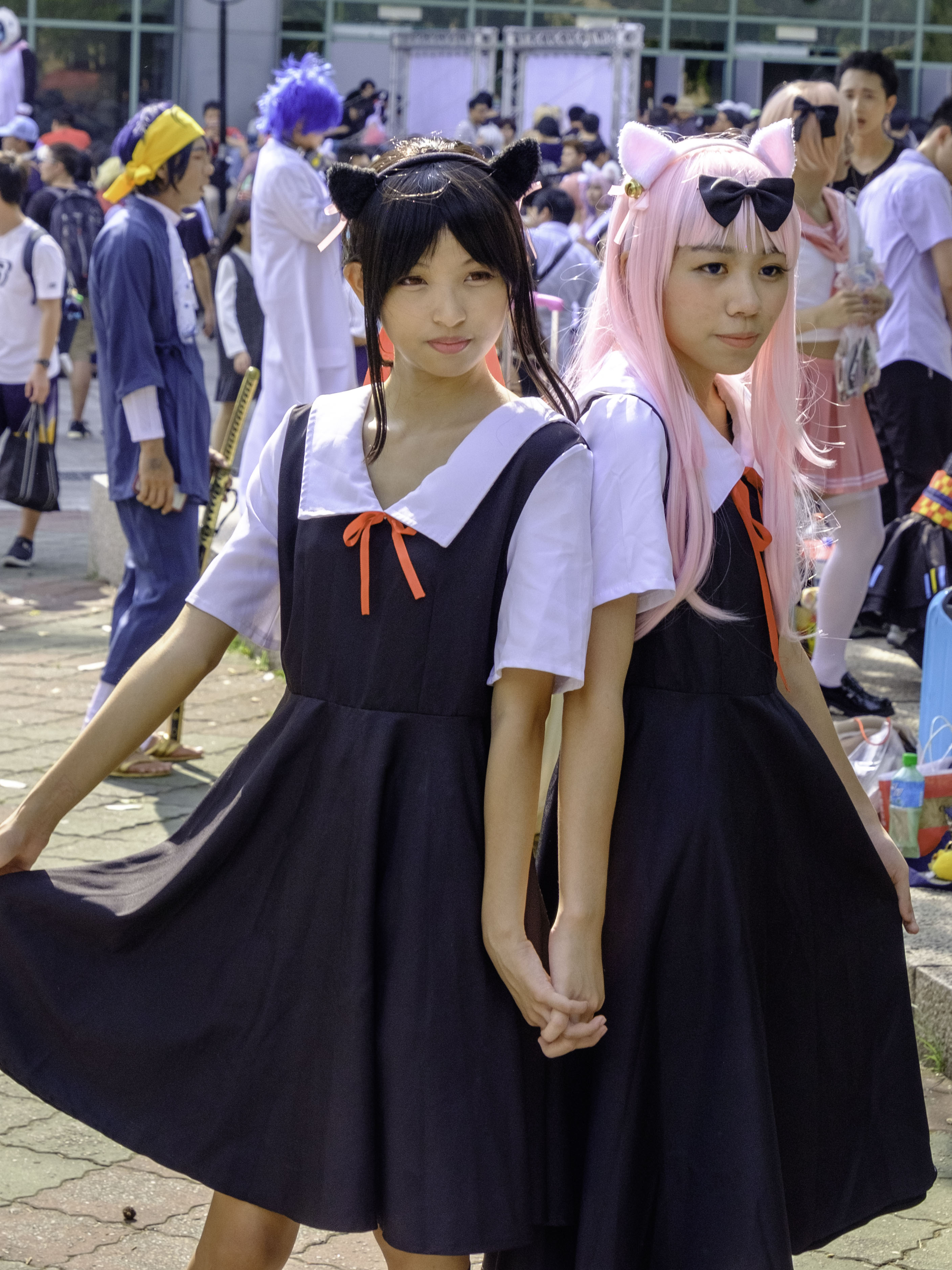
Cosplayer di Kaguya e Chika nel 2019.

Ad aprile 2019, Kaguya-sama: Love is War ha venduto più di 6.5 milioni di copie in Giappone, cifra che ha superato ad ottobre 2019 arrivando a 8.5 milioni, e divenuta in seguito di 9 milioni a dicembre 2019. Ad ottobre 2020 è arrivato a 13 milioni mentre ad aprile 2021 ha superato i 15 milioni di copie. A dicembre 2021 ha venduto 17 milioni di copie. È stato il nono manga più venduto nel 2019, con oltre 4 milioni di copie vendute.
Nel 2020, insieme ad Ao Ashi, il manga ha vinto il 65º Premio Shōgakukan per i manga nella categoria generale.
Rebecca Silverman di Anime News Network ha recensito positivamente i primi due volumi del manga, definendo la serie "una delle commedie romantiche più uniche in circolazione". Ha notato che il secondo volume era migliore del primo, indicano lo sviluppo da parte dell'autore e commentando che era di buon auspicio per la durata della serie. Era più ambivalente riguardo ai disegni, dicendo che mancava di smalto e che i volti in particolare tendevano a soffrire.
Ai Crunchyroll Anime Awards del 2020, l'anime di Kaguya-sama: Love is War è stato selezionato come la migliore commedia, la migliore coppia e la migliore sigla finale (Chikatto Chika Chika). Il personaggio di Chika Fujiwara invece è stato nominato come la migliore ragazza della serie.
Nel sondaggio Manga Sōsenkyo 2021 indetto da TV Asahi, 150 000 persone hanno votato la loro top 100 delle serie manga e Kaguya-sama si è classificata al 50º posto.